# Joventut Nacionalista La Falç
Joventut Nacionalista La Falç fou una agrupació catalanista radical creada el 1918 a Barcelona, en escindir-se del grup La Renaixença, que es decantà cap al socialisme. Els afiliats, en llur majoria molt joves, eren obrers o dependents de comerç. Entre els primers presidents es destaquen Pere Muntané, Josep Isern i Lluís Bru i Jardí, i entre els socis Josep Tarradellas, Enric Fontbernat, Jaume Casanovas i Escussol.
Ideològicament es decantava l'esquerranisme democràtic, amb independència dels partits, i nomenaren Francesc Macià, aleshores cap de la Federació Democràtica Nacionalista, president honorari. Durant la Dictadura de Miguel Primo de Rivera es camuflà sota el nom d'Humorístic Club i s'infiltrà en els camps de la dansa, l'esport i el teatre per a fomentar-hi el nacionalisme. El grup s'adherí a l'Esquerra Republicana de Catalunya el 1932, però se'n separà el 1933 i restà al marge dels partits polítics. Edità Esquerra de gener a maig del 1921, i un butlletí mensual de juliol a desembre del 1923 i del gener del 1933 al maig del 1934.